# Insidious: The Last Key
Insidious: The Last Key ist ein US-amerikanischer Horrorfilm des Regisseurs Adam Robitel aus dem Jahr 2018. Das Drehbuch schrieb Leigh Whannell. Es wurde von Jason Blum, Oren Peli und James Wan produziert. Es ist der vierte Teil der Insidious-Reihe und der zweite in der Chronologie der Geschichte. Der Film mit Lin Shaye, Angus Sampson, Leigh Whannell, Spencer Locke, Caitlin Gerard und Bruce Davison folgt der Parapsychologin Elise Rainier, die sich mit einem Spuk in ihrer Kindheit beschäftigt.
Der Film wurde am 5. Januar 2018 in den USA von Universal Pictures veröffentlicht, in Deutschland bereits einen Tag zuvor. Er spielte weltweit 167 Millionen Dollar ein, das höchste Box Office des Franchises.

## Handlung
Im Jahr 1953 lebt die junge Elise Rainier mit ihren Eltern Audrey und Gerald, einem Gefängnisscharfrichter, und ihrem Bruder Christian in New Mexico. Elise behauptet, die Geister der Gefangenen gesehen zu haben, was ihre Eltern alarmiert. Eines Nachts begegnet Elise einem Geist in ihrem Zimmer. Erschrocken sucht Christian nach der Pfeife, die ihre Mutter ihnen gegeben hat, um Hilfe zu holen, aber er hat sie verlegt. Gerald, wütend, schlägt Elise und schließt sie im Keller ein. Ein Dämon namens „Key Face“ kommt durch, ergreift Besitz von Elise und tötet Audrey, indem er sie erhängt. Gerald kommt und findet Elise und Audreys Leiche.
Jahrzehnte später arbeitet Elise als paranormale Ermittlerin mit ihren Kollegen Specs und Tucker. Ted Garza ruft Elise an und sagt, er habe paranormale Aktivitäten in seinem Haus erlebt, das eigentlich Elises Elternhaus ist. Sie zögert, akzeptiert dann aber den Ermittlerjob.
Ted erklärt, dass viele paranormale Vorfälle passiert sind, vor allem in ihrem alten Schlafzimmer. Elise findet die verlorene Pfeife in ihrem Zimmer wieder. Im Keller wird sie von einem weiblichen Geist angegriffen, der „Hilf ihr!“ schreit, bevor er mit der Pfeife verschwindet. Elise erzählt ihnen, dass sie sie schon als Teenager gesehen habe, aber als ihr Vater sagte, dass er nichts gesehen hat, floh Elise aus Angst vor weiteren Schlägen aus dem Haus und gab Christian auf. Am nächsten Morgen treffen Elise, Tucker und Specs auf die Schwestern Melissa und Imogen, Christians Töchter. Christian ist immer noch wütend auf Elise, weil sie ihn verlassen hatte. In der Hoffnung, ihre Beziehung zu reparieren, gibt Elise Melissa ein Foto von der Pfeife und sagt ihr, dass sie es Christian zeigen soll.
In dieser Nacht hören Elise und Tucker den Pfiff hinter einer Wand, die eigentlich eine Tür ist. Hinter der Tür ist ein blutverschmiertes Mädchen mit einer Kette um ihren Hals. Ted stürmt in den Raum und es zeigt sich, dass er das Mädchen gegen ihren Willen hält. Er sperrt die Gruppe ein und versucht, Specs zu töten, aber Specs gewinnt die Oberhand und tötet ihn, indem er ein Bücherregal auf seinen Kopf fallen lässt. Die Polizei rettet die Gruppe.
Christian und seine Mädchen gehen in das Haus um die Pfeife zu suchen, wobei Melissa von „Key Face“ angegriffen wird. Das Wesen steckt zwei Schlüssel in Melissa: Einer stiehlt ihre Stimme und der andere nimmt ihre Seele und schickt sie in ein Koma. Melissa wird ins Krankenhaus gebracht, aber Imogen bleibt, um zu helfen.
Im Keller finden Elise und Tucker die rote Tür, die der Eingang in eine Art Vorhölle ist. Elise findet auch ein Nachtgewand, das dem weiblichen Geist Anna gehörte. Eine Rückblende zeigt, dass Elise Anna in der Waschküche gesehen hatte. Anna war tatsächlich am Leben und war aus dem Raum entkommen, in dem sie eingesperrt war. Als Gerald hereinkam, sah er Anna, gab aber vor, nichts zu sehen. Nachdem Elise weggelaufen war, tötete Gerald Anna brutal. In den Schloten findet Elise mehrere Koffer mit den Überresten von Frauen, die im Haus eingesperrt waren. Sie wird dann von „Key Face“ überfallen, der sie in die Vorhölle bringt und ihren bewusstlosen Körper in der realen Welt zurücklässt.
Imogen betritt die Vorhölle, angeführt von Anna in ein Gefängnisreich, in dem „Key Face“ alle Seelen hält, die er genommen hat. Elise findet heraus, dass „Key Face“ sowohl Gerald als auch Ted manipuliert hatte, indem er sich von der Angst und dem Hass der Frauen ernährt hatte, deren Seelen dort gefangen waren. „Key Face“ versucht, Elise dazu zu bringen, ihren Vater zu verletzen, als Rache für das, was er getan hat. Elise fängt an, Gerald zu schlagen, wird aber von Imogen gestoppt und weigert sich, „Key Face“ mit noch mehr Hass zu füttern. „Key Face“ greift Elise an, aber Gerald rettet sie, bevor er von „Key Face“ erstochen wird und seine Seele verschwindet.
„Key Face“ ersticht Melissa, wodurch ihr physischer Körper zu sterben beginnt. Er steckt auch einen Schlüssel in Elise und stiehlt deren Stimme. Danach versucht er, Elise zu besitzen, doch sie kann sich wehren. Elise bläst in die Pfeife, die Imogen ihr zuwirft, und Audrey rettet sie und besiegt „Key Face“. Zu viert versuchen sie den Ausgang zu finden und finden eine Tür, hinter der sich ein Junge, Dalton Lambert, befindet. Nachdem dieser von einer Leiter gefallen ist, entdeckt er die Frauen an der Tür und wundert sich. Als die Frauen erkennen, dass sie die falsche Tür geöffnet haben, lassen sie diese offen und finden Melissa hinter der nächsten Tür. Melissas Geist kehrt in die reale Welt zu ihrem Körper zurück und sie erwacht im Krankenhaus. Elise versöhnt sich mit ihrer Mutter und verabschiedet sich. Elise und Imogen kehren in die reale Welt zurück und fahren ins Krankenhaus, wo sie Melissa und Christian treffen. Christian vergibt Elise und sie gibt ihm die Pfeife.
In ihrem Schlaf sieht Elise eine Vision von Daltons Eltern sowie Dalton, der in seinem Zimmer schläft. Hinter dem Schlafzimmerfenster taucht plötzlich der Dämon mit dem roten Gesicht auf und Elise erwacht. Sie erhält einen Anruf und eine Frau, Lorraine, bittet um Hilfe für ihren Enkel Dalton – Elise hatte ihr vor Jahren mit ihrem Sohn Josh geholfen – und sie willigt ein.

## Kritik
Der Film erhielt gemischte Kritiken. Der Filmdienst urteilte, der Film „liefert durchaus gute Geisterspukansätze, verwässert diese aber durch eine redundante Dramaturgie und alberne Sidekicks und markiert somit den bisherigen Tiefpunkt der inzwischen vierteiligen Grusel-Reihe“.

## Fortsetzung
Im Oktober 2020 kündigte Blumhouse einen fünften Insidious-Film an, der inhaltlich eine direkte Fortsetzung zu Insidious: Chapter 2 sein sollte. Als Hauptdarsteller kehrten Patrick Wilson, Ty Simpkins und Rose Byrne zurück, Wilson übernahm auch die Regie. Insidious: The Red Door kam am 6. Juli 2023 in die deutschen Kinos.